# Sanguiin H 6
Sanguiin H-6 es un elagitanino.

## Producción natural
Sanguiin H-6 se puede encoentran es especies de la familia Rosaceae tales como Sanguisorba officinalis, en  Fragaria x ananassa y en especies de Rubus como Rubus idaeus o Rubus chamaemorus.

## Efectos sobre la salud
Sanguiin H-6 es una molécula responsable de la capacidad antioxidante de las frambuesas.

## Estructura química
Sanguiin H-6 es dímero de la casuarictina unida por un enlace entre el residuo de ácido gálico y una de las unidades de ácidos hexahidroxidifénico. Tiene grupos de ácido sanguisorbico éster como enlace entre las unidades entre los restos de glucopiranosa.
Es un isomero de  agrimoniin.